# Arancel de las Abominaciones
El Arancel de 1828 fue un arancel protector muy elevado que se convirtió en ley en Estados Unidos en mayo de 1828. Fue un proyecto de ley diseñado para fracasar en el Congreso porque los partidarios del libre comercio consideraban que perjudicaba tanto a la industria como a la agricultura, pero se aprobó de todos modos. El proyecto de ley fue denunciado con vehemencia en el Sur y llegó a convertirse en una amenaza de guerra civil en la Crisis de la Nulificación de 1832-33. El arancel fue sustituido en 1833, cuando se aprobó la Ley de Aranceles. El arancel fue sustituido en 1833, y la crisis terminó. Sus detractores sureños lo llamaron el "Arancel de las Abominaciones" por los efectos que tuvo en la economía del Sur. Establecía un impuesto del 38% sobre algunos bienes importados y del 45% sobre ciertas materias primas importadas.
La economía manufacturera de los estados del noreste sufría las consecuencias de los bajos precios de los productos manufacturados importados de Gran Bretaña. El principal objetivo del arancel era proteger las fábricas gravando las importaciones procedentes de Europa. Los sureños del Cinturón Algodonero, en particular los de Carolina del Sur, se sintieron directamente perjudicados al tener que pagar más por las importaciones procedentes de Europa. Supuestamente, el Sur también se veía perjudicado indirectamente porque la reducción de las exportaciones de productos británicos a EE. UU. dificultaría que los británicos pagaran por el algodón del Sur. La reacción del Sur, especialmente de Carolina del Sur, desembocó en la Crisis de la Nulificación.

## Antecedentes
El arancel de 1828 formaba parte de una serie de aranceles que se iniciaron tras la Guerra de 1812 y las Guerras Napoleónicas, cuando el bloqueo de Europa llevó a los fabricantes británicos a ofrecer mercancías en América a precios bajos que los fabricantes estadounidenses a menudo no podían igualar. El primer arancel protector fue aprobado por el Congreso en 1816; sus tipos arancelarios se incrementaron en 1824. Los estados del Sur, como Carolina del Sur, alegaron que el arancel era inconstitucional y se opusieron a los nuevos aranceles proteccionistas, ya que tendrían que pagar, pero los estados del Norte los favorecieron porque ayudaban a fortalecer su economía basada en la industria.
En un elaborado plan para evitar la aprobación de aranceles aún más altos y, al mismo tiempo, atraer a los partidarios de Andrew Jackson en el Norte, John C. Calhoun y otros sureños se unieron a Martin Van Buren en la elaboración de un proyecto de ley arancelaria que también pesaría fuertemente sobre los materiales importados por los estados de Nueva Inglaterra. Se creía que los partidarios del presidente John Quincy Adams en Nueva Inglaterra se opondrían uniformemente al proyecto de ley por esta razón y que los legisladores sureños podrían entonces retirar su apoyo, acabando con la legislación y culpando de ello a Nueva Inglaterra. El objetivo era redactar un proyecto de ley tan malo -tan "abominable"- que nunca se aprobara, pero que ayudara a Van Buren y a los sureños y perjudicara a la coalición Adams-Clay.

## Aprobación del proyecto de ley
El comité de la Cámara redactó un proyecto de ley que imponía aranceles muy elevados a las materias primas, entre ellas el hierro, el cáñamo (para cuerdas) y el lino, pero eliminaba los elementos de protección de los artículos de lana. La alianza organizada por Van Buren, que incluía a los estados centrales y al sur, rechazó todos los intentos de los neoingleses de enmendar el proyecto de ley. La alianza confiaba en que el proyecto de ley era tan desfavorable que sería derrotado en el Congreso, perjudicando a Adams y Clay en el proceso. Para asombro de la alianza, una minoría sustancial de Nueva Inglaterra votó a favor del proyecto de ley final, alegando que el principio de protección tenía un enorme valor. El proyecto de ley fue aprobado por 105 votos a favor y 94 en contra en la Cámara de Representantes el 23 de abril y por 26 votos a favor y 21 en contra en el Senado el 13 de mayo. El presidente Adams lo firmó y el arancel se convirtió en ley. Adams se convirtió en un hombre odiado en el Sur.

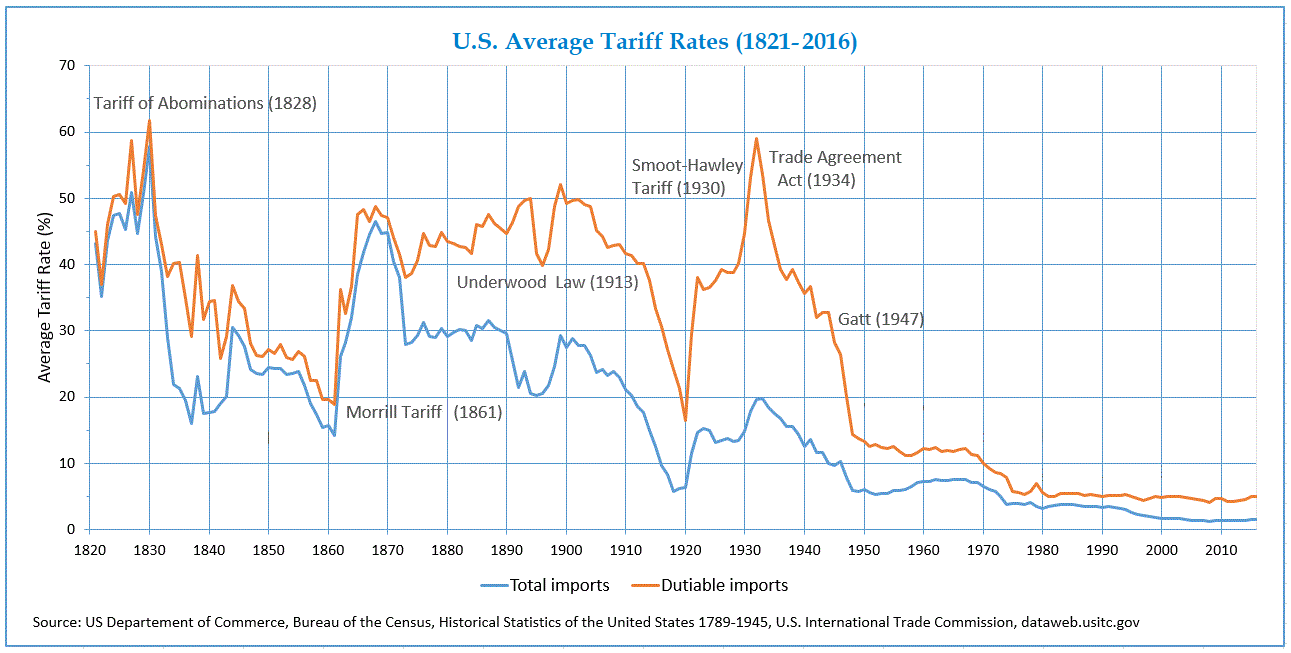
Tipos arancelarios medios en EE.UU. (1821-2016)

Los granjeros de los estados occidentales y los fabricantes de los estados del Atlántico Medio argumentaron que el fortalecimiento de la nación redundaba en beneficio de todo el país. Este mismo razonamiento hizo que dos quintas partes de los representantes estadounidenses de los estados de Nueva Inglaterra votaran a favor del aumento de los aranceles. En 1824, Nueva Inglaterra estaba al borde de la bancarrota debido a la afluencia del uso de telas europeas. Nueva Inglaterra estaba a favor del aumento de los aranceles para la entrada de mercancías procedentes de Europa con el fin de contribuir al éxito económico del país.
| Votación de la Cámara sobre el Arancel de 1828                                                                  | A favor | En contra |
| --- | ------- | --------- |
| Nueva Inglaterra (Massachusetts, Connecticut, Rhode Island, Vermont, New Hampshire, Maine)                      | 16      | 23        |
| Estados centrales (Nueva York, Nueva Jersey, Pensilvania, Delaware)                                             | 56      | 6         |
| Oeste (Ohio, Indiana, Illinois, Misuri, Kentucky)                                                               | 29      | 1         |
| Sur (Carolina del Sur, Misisipi, Luisiana, Georgia, Virginia, Carolina del Norte, Tennessee, Alabama, Maryland) | 4       | 64        |
| Total | 105     | 94        |
| Estados libres                                                                                                  | 88      | 29        |
| Estados esclavistas                                                                                             | 17      | 65        |

Una minoría sustancial de congresistas de Nueva Inglaterra (41%) vieron lo que creían que eran beneficios nacionales a largo plazo de un aumento del arancel, y votaron a favor; creían que el arancel fortalecería la industria manufacturera a nivel nacional (ver tabla).
El Partido Demócrata había calculado mal: a pesar de la inclusión por parte de los demócratas de aranceles calculados para ser desagradables a las industrias de Nueva Inglaterra, más concretamente sobre las importaciones de lana cruda, esencial para la industria textil de la lana, los neoingleses no consiguieron hundir la legislación, y el plan de los sureños fracasó.
El arancel de 1828 fue firmado por el presidente Adams, aunque se dio cuenta de que podía debilitarle políticamente. En las elecciones presidenciales de 1828, Andrew Jackson derrotó a Adams con un recuento popular de 642.553 votos y un recuento electoral de 178, frente a los 500.897 votos y 83 votos electorales de Adams.

## Efectos del arancel en 1828

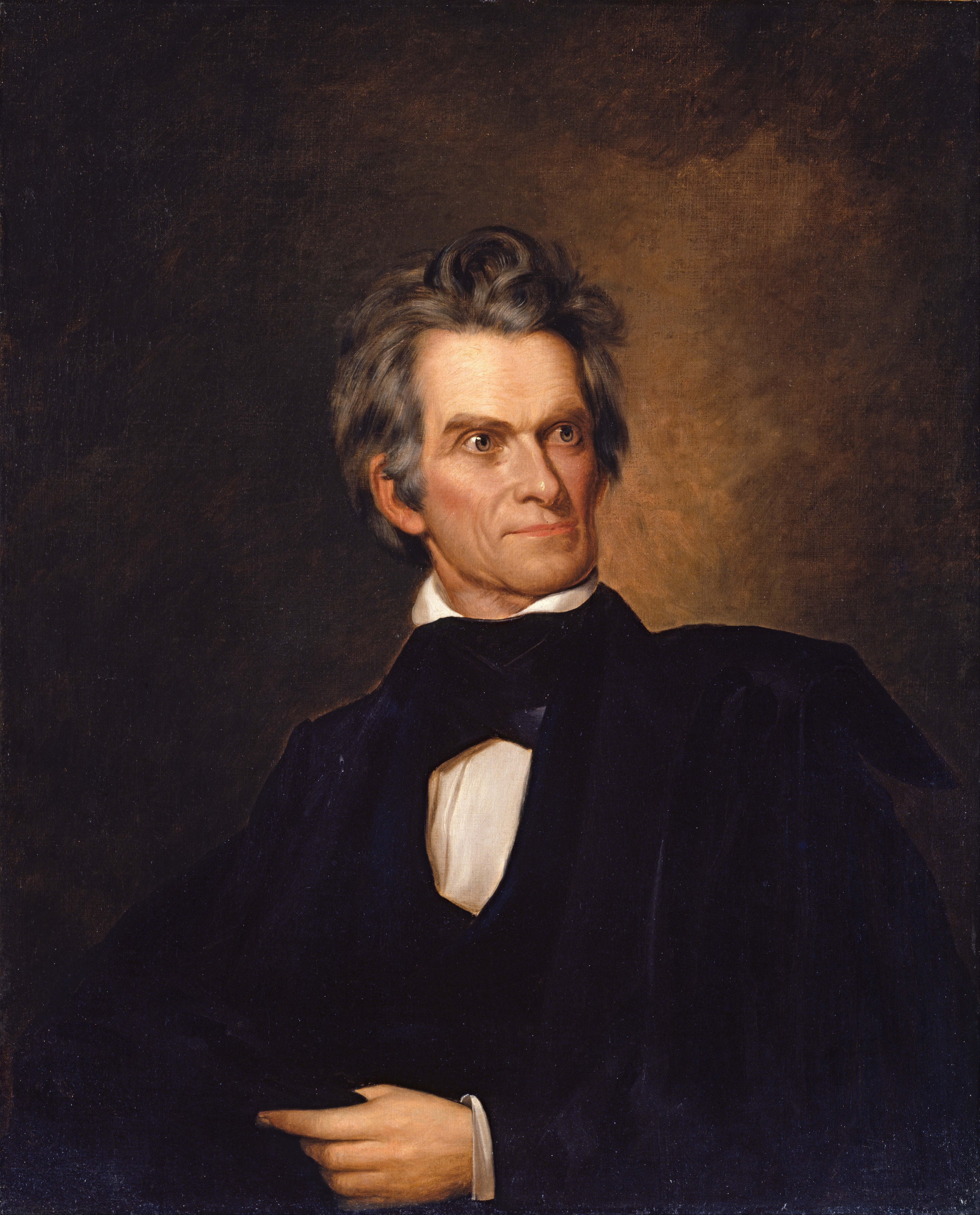
John C. Calhoun

El vicepresidente John C. Calhoun, de Carolina del Sur, se opuso firmemente al arancel y, en diciembre de 1828, redactó de forma anónima un panfleto titulado Exposición y protesta de Carolina del Sur, en el que instaba a anular el arancel en Carolina del Sur. La legislatura de Carolina del Sur, aunque imprimió y distribuyó 5.000 copias del panfleto, no tomó ninguna de las medidas legislativas que el panfleto instaba.
La expectativa de los opositores al arancel era que con la elección de Jackson en 1828, el arancel se reduciría significativamente. Jackson en 1829 dijo que el arancel de 1828 era constitucional. En respuesta, la facción más radical de Carolina del Sur comenzó a abogar por que el propio estado declarara nulo el arancel dentro de Carolina del Sur.
En Washington, se produjo una división abierta sobre el tema entre Jackson y el vicepresidente Calhoun. El 14 de julio de 1832, Jackson promulgó la Ley Arancelaria de 1832, que introducía algunas reducciones en las tasas arancelarias. Calhoun finalmente dimitió.
Las reducciones fueron demasiado escasas para Carolina del Sur: las abominaciones de 1828 seguían ahí. En noviembre de 1832, el estado convocó una convención. Por 136 votos a favor y 26 en contra, la convención aprobó por abrumadora mayoría una ordenanza de anulación redactada por el canciller William Harper. Declaró que los aranceles de 1828 y 1832 eran inconstitucionales e inaplicables en Carolina del Sur. El presidente Jackson no podía tolerar la anulación de una ley federal por un estado. Amenazó con la guerra y Carolina del Sur se echó atrás. La Crisis de la Nulificación se resolvería con el Arancel de 1833, un compromiso.

## Lectura adicional
- Bemis, Samuel Flagg. John Quincy Adams and the union (1956). online
- Bolt, William K. Tariff Wars and the Politics of Jacksonian America (2017) covers 1816 to 1861. PhD dissertation version
- Ratcliffe, Donald J. "The nullification crisis, southern discontents, and the American political process." American Nineteenth Century History 1.2 (2000): 1–30.
- Remini, Robert V. "Martin Van Buren and the Tariff of Abominations." American Historical Review 63.4 (1958): 903–917. online
- Taussig, F. W. "The Early Protective Movement and the Tariff of 1828" Political Science Quarterly 3#1 (1888), 17–45. online